# Smitten
Cet article concerne le groupe de musique argentin. Pour l'album de Buffalo Tom, voir Smitten (album de Buffalo Tom).
Smitten est un groupe de rock alternatif argentin, originaire du Grand Buenos Aires. Ils jouent pour la première fois lors d'un festival organisé par le Colegio Dorrego de Morón ; après sa formation, le groupe comprend Chuky à la guitare et au chant, Mili à la batterie, El Kolo à la basse et aux chœurs, et Patrick Steve à la guitare et au chant. Le 25 avril 2018, le groupe annonce sa séparation.

## Biographie
En 1994, le groupe se forme sous le nom de Los Nerds, avant de changer pour Smitten en 1995. En 1997, Smitten enregistre sa première cassette audio aux studios Del Pino Records. En 1998, le groupe effectue plusieurs représentations, puis entre aux studios La Charra, pour enregistrer une deuxième production, Después del silencio. Cette dernière est éditée par le label Better Days Records.
Le groupe sort la compilation 94-99, en 2000, éditée par AMP Discos. Puis, ils enregistrent Rare Love Traxx, produit par Pablo Romero du groupe Árbol, également distribué par AMP Discos.
En 2014, le groupe célèbre les dix ans de son album 22:30. En 2016, ils publient leur dernier album en date, La Diferencia entre vivir y respirar, en 2016. En 2018, le groupe annonce sa séparation après 23 ans d'activité.

## Membres

### Derniers membres
- Paulo Funes Lorea (Chuk) - guitare, chant (1994-2018)
- Patricio Esteban Castelao (Patrick Steve) - guitare, chant (1994-2018)
- Emiliano Pilaria (Mili) - batterie (1999-2018)
- Diego Taccone (El kolo) - claviers, chœurs (2003-2018), guitare basse (2013-2018)

### Anciens membres
- Ariel « Frutillita » Roman - batterie (1994-1999)
- Nicolás Garoni - basse (1994-1995)
- Pablo Moya - basse (1994-1995)
- Luna Gallante - basse (1995)
- Emmanueli Gramajo - batterie (2005-2011)
- Marcelo Pessoa - basse (1995)
- Diego Filardo - basse (1995-2008)
- Pablo « Chicho » Cicollallo - basse (2008-2013)

## Discographie
- 1997 : Oscuro cielo (cassette démo)
- 1999 : Después del silencio (cassette démo)
- 2000 : 94-99
- 2001 : Rare Love Traxx
- 2001 : Let Me Be (EP)
- 2002 : Cambia...
- 2004 : 22:30
- 2005 : Best Songs Collection 94-01]'
- 2006 : Smitten
- 2008 : En algún lugar
- 2011 : Puentes
- 2016 : La Diferencia entre vivir y respirar